# Țăndărei
Țăndărei – miasto w południowej Rumunii, w okręgu Jałomica. Liczy 16 tys. mieszkańców (2006). Merem miasta od 2004 jest Sava Vasile, członek Partii Socjaldemokratycznej.